# Petite Rivière Noire SC
Petite Rivière Noire Sport Club w skrócie Petite Rivière Noire SC – maurytyjski klub piłkarski z siedzibą w mieście Tamarin, grający w pierwszej lidze maurytyjskiej.

## Sukcesy
- Puchar Mauritiusa[1]:
  - zwycięstwo (3): 2007, 2014, 2015.

- Puchar Republiki Mauritiusa[1]:
  - finał (2): 2010, 2011.

## Występy w afrykańskich pucharach
| Sezon | Rozgrywki           | Runda   | Kraj     | Klub                       | Dom | Wyjazd | Dwumecz |
| ----- | ------------------- | ------- | -------- | -------------------------- | --- | ------ | ------- |
| 2008  | Puchar Konfederacji | wstępna | Seszele  | Anse Réunion FC            | 0–0 | 1–2    | 1–2     |
| 2015  | Puchar Konfederacji | wstępna | Mozambik | Clube Ferroviário da Beira | 1–2 | 2–5    | 3–7     |

## Stadion
Domowe mecze klub rozgrywa na stadionie o nazwie Stade Germain Comarmond w Bambous, który może pomieścić 5000 widzów.